# Генрик Іванец
Генрик Іванец  (англ. Henryk Iwaniec нар.9 жовтня 1947 Ельблонг, Польща) — американський математик польського походження, професор Ратгерського університету з 1987 року.

## Біографія
Срібний призер Міжнародних математичних олімпіад 1965 і 1966 років. В 1972 році Іванець захистив докторську дисертацію ступінь у Варшавському університеті під орудою Анджея Шінзеля. Потім він обіймав різні посади у Математичному інституті Польської академії наук аж до свого від'їзду з Польщі в 1982 році. Працював на запрошення в Інституті перспективних досліджень, Мічиганському університеті, Колорадському університеті в Боулдері та здобув посаду професора математики в Ратгерському університеті..
Має подвійне громадянство — Польщі та США. Його брат-близнюк Тадуеш Іванец — також професор математики Сірак'юського університету.

## Нагороди та визнання
- 1978: Державна премія Польщі
- 1978: Запрошений доповідач Міжнародного конгресу математиків[en] у Гельсінкі
- 1983: Член-кореспондент Польської академії наук[10]
- 1986: Запрошений доповідач Міжнародного конгресу математиків у Беркелі
- 1995: член Американської академії мистецтв і наук
- 2001: Премія Островського[11]
- 2002: Премія Коула з теорії чисел
- 2006: член Національної академії наук США[12]
- 2011: Премія Стіла
- 2012: член Американського математичного товариства[13]
- 2012: іноземний член Фінської академії наук.
- 2015: Медаль Стефана Банаха[de]
- 2015: Премія Шао з математики[14]
- 2017: разом з Джоном Фрідландером премія Джозефа Дуба[de][15].

## Доробок
- Iwaniec, Henryk (1997). Topics in Classical Automorphic Forms. Providence: American Mathematical Society. ISBN 978-0-8218-0777-4.
- Iwaniec, Henryk (2002). Spectral Methods of Automorphic Forms (вид. 2nd). Providence: American Mathematical Society. ISBN 978-0-8218-3160-1.
- Iwaniec, Henryk; Emmanuel Kowalski (2004). Analytic Number Theory. Providence: American Mathematical Society. ISBN 978-0-8218-3633-0.
- Iwaniec, Henryk; J. B. Friedlander; D. R. Heath-Brown; J. Kaczorowski (2006). Analytic Number Theory: Lectures Given at the C.I.M.E. Summer School Held in Cetraro, Italy, July 11–18, 2002. Berlin: Springer. ISBN 978-3-540-36363-7.
- Friedlander, John; Iwaniec, Henryk (2010). Opera de Cribro. Providence: American Mathematical Society. ISBN 978-0-8218-4970-5.